# Саманта Гемілл
Саманта Гемілл (англ. Samantha Hamill, 23 лютого 1991) — австралійська плавчиня.
Учасниця Олімпійських Ігор 2008, 2012 років.